# در انزوا
در انزوا (انگلیسی: In the Wilderness) رمانی به قلم رابرت هیچنس است که در سال ۱۹۱۷ منتشر شد.